# Piero Costa
Pour les articles homonymes, voir Costa.
Piero Costa, né le 4 juin 1913 à Tunis en Tunisie et décédé le 24 avril 1975 à Rome dans la région du Latium en Italie, est un réalisateur et un scénariste italien.

## Biographie
Entre 1944 et 1962, il réalise huit films. Il est notamment l’auteur de la comédie italo-espagnole  La ragazza di piazza San Pietro (it) réalisée à Rome avec Vittorio De Sica, Susana Canales et Walter Chiari.

## Filmographie

### Comme réalisateur et scénariste
- 1944 : Aeroporto (it)
- 1954 : La Barrière de la loi (it) (La barriera della legge)
- 1955 : Plus près du ciel (La catena dell'odio)
- 1958 : La ragazza di piazza San Pietro (it)
- 1961 : La Révolte des mercenaires (es) (La rivolta dei mercenari)
- 1962 : Un alibi per morire (it) (avec Roberto Bianchi Montero)

### Comme réalisateur
- 1954 : L'ultima gara (en)
- 1956 : Rossana (Storia di una minorenne)